# Finans
Finans är i generell bemärkelse studiet av hur stater, individer, företag, organisationer etc. skaffar, allokerar och använder kapital och resurser, med fokus på monetära resurser. För mer information se finansmarknad.[källa behövs]
Även om finans är ett begrepp som för tankarna till näringsliv och statlig förvaltning, så används ordet även för att benämna den akademiska disciplinen finans, och har därmed i princip samma betydelse som begreppet finansiell ekonomi.

## Finansiering
Begreppet finansiering i mer specifik bemärkelse syftar vanligen på hur stater, företag, organisationer eller individer och hushåll skaffar kapital för att genomdriva projekt, till exempel att bygga en ny järnväg, utveckla en ny produkt eller köpa en bostad. Två vanliga finansieringsformer, särskilt för aktiebolag, är lån och aktiekapital. Stater kan även skaffa finansiering genom att trycka pengar eller höja skatterna, vilket är bakgrunden till varför stater (via centralbanker) ibland kallas 'Lender of Last Resort' (ung. långivare i sista instans), en engelsk term som är etablerad i svenskan, även i publikationer av Riksbanken. För mer information, se finansmarknad.

### Finansiär
En finansiär är en person eller part som affärsmässigt investerar eller altruistiskt donerar kapital för att främja en verksamhets, persons eller ett specifikt intresseområdes utvecklingssatsning eller fortlevande; jämför även investerare, donator, mecenat, intressent.